# (6009) 1990 FQ1
(6009) 1990 FQ1 là một tiểu hành tinh vành đai chính. Nó được phát hiện bởi Eleanor F. Helin ở Đài thiên văn Palomar ở Quận San Diego, California, ngày 24 tháng 3 năm 1990.